# Église Saint-André d'Autheuil-Authouillet
L'église Saint-André est une église catholique située à Autheuil-Authouillet, en France.

## Localisation
L'église est située dans le département français de l'Eure, sur le territoire de la commune d'Autheuil-Authouillet.

## Historique
L'édifice est classé au titre des monuments historiques en 1958.